# روس‌نفته‌گاز
روس‌نفته‌گاز (انگلیسی: Rosneftegaz) شرکت دولتی هلدینگ نفت و گاز روسی است، که در سال ۲۰۰۴ توسط دولت روسیه تأسیس شد. این شرکت مالک اکثریت سهام شرکت روس‌نفت، ۱۰ درصد از سهام شرکت گازپروم و ۲۶ درصد از سهام شرکت اینتر رائو است. شرکت هلدینگ روس‌نفته‌گاز از طریق آژانس فدرال مدیریت اموال دولتی مدیریت می‌شود.